# Pseudomyrmex fervidus
Pseudomyrmex fervidus är en myrart som först beskrevs av Smith 1877.  Pseudomyrmex fervidus ingår i släktet Pseudomyrmex och familjen myror. Inga underarter finns listade i Catalogue of Life.